# Postfix
Postfix 是一種電子郵件伺服器，它是由任職於IBM華生研究中心（T.J. Watson Research Center）的荷蘭籍研究員Wietse Venema為了改良sendmail郵件伺服器而產生的。最早在1990年代晚期出現，是一個開放源代碼的軟體。

## 外部連結
- Postfix（页面存档备份，存于） 官方網站
- Postfix正體中文社群
- Postfix Mailling List archive
- Wietse 先生的个人主页（页面存档备份，存于） 作者的个人主页介绍